# Othmar Faber
Othmar Faber (* 3. November 1927 in Gleiwitz; † 15. November 2008 in Dresden) war ein deutscher römisch-katholischer Geistlicher.

## Leben
Nach dem Studium der Katholischen Theologie und Philosophie empfing Faber am 29. März 1952 im Dom St. Petri in Bautzen durch Bischof Heinrich Wienken das Sakrament der Priesterweihe. Danach war er Kaplan in Dresden-Cotta und ab 1954 in Borna. Ab 1955 wirkte er als Lokalkaplan und Pfarrvikar in Roßwein.
Im Jahr 1970 wurde Faber zunächst Pfarradministrator, ab 1972 Pfarrer von Riesa. Im Jahr 1976 wurde er ins Bischöfliche Ordinariat des Bistums Dresden-Meißen berufen, wo er bis 1991 als Ordinariatsrat das Finanzressort leitete. 1980 wurde Faber daneben auch bischöflicher Beauftragter für die Dresdner Kapellknaben und Mitglied im Domkapitel St. Petri. Am 13. Dezember 1984 verlieh ihm Papst Johannes Paul II. den Titel eines Päpstlichen Ehrenprälaten.

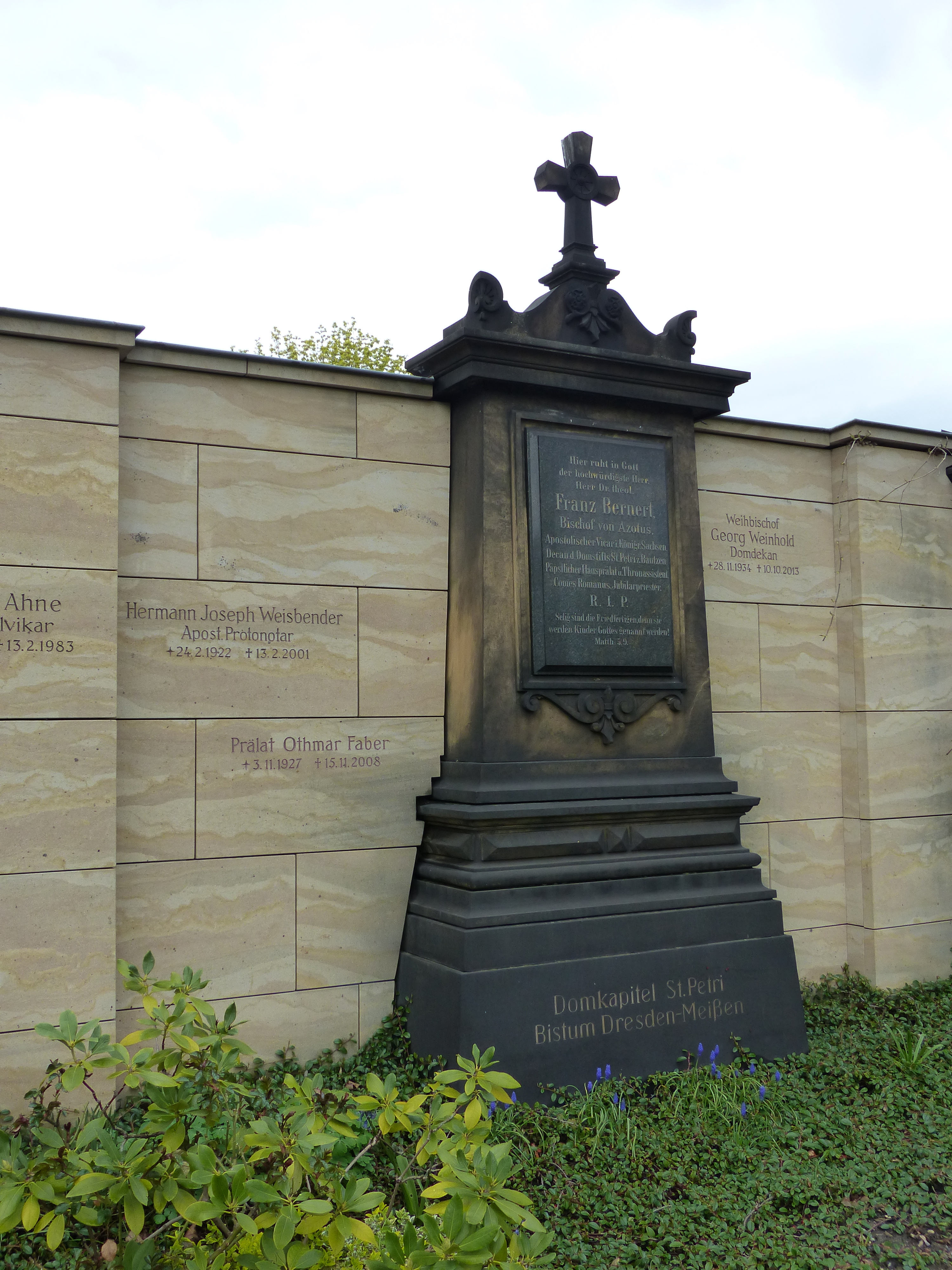
Grabstätte von Othmar Faber und weiteren Priestern

Seit dem Jahr 1984 wurde Faber vom Ministerium für Staatssicherheit als IM Konstantin geführt. Faber hatte einen „Gesprächsauftrag“ seines Bischofs, unterhielt also auf dessen Weisung Kontakte mit der Staatssicherheit. Gleichzeitig berichtete Faber Bischof Gerhard Schaffran regelmäßig über die Gespräche mit den Staatssicherheitsbeamten. Nachdem Faber ab 1991 nicht mehr die Finanzen des Bistums verwaltete, war er für drei Jahre Rektor des Diözesancaritasverbandes.
Faber starb am 15. November 2008 nach längerer Krankheit in Dresden und wurde auf dem Alten Katholischen Friedhof in Dresden bestattet.